# Hitachi MB-16000
Hitachi MB-16000 (MB-16000) је кућни рачунар фирме Хитачи (Hitachi) који је почео да се производи у Јапану током 1982. године.
Користио је Intel 8088 микропроцесорску јединицу а RAM меморија рачунара је имала капацитет од 128 KB (до 384 KB). 
Као оперативни систем кориштен је MS DOS.

## Детаљни подаци
Детаљнији подаци о рачунару MB-16000 су дати у табели испод.
|                       |                                                                                  |
| [ 1 ]                 |                                                                                  |
| Произвођач            | Хитачи                                                                           |
| Тип                   | кућни рачунар                                                                    |
| Меморија              | 128 (до 384 )                                                                    |
| Поријекло             | Јапан                                                                            |
| Година                | 1982                                                                             |
| Тастатура             | пуни помак тастера, 90 тастера са нумеричком тастатуром и 11 функцијских тастера |
| Процесор              | 8088                                                                             |
| Фреквенција процесора | 4                                                                                |
| RAM                   | 128 (до 384 )                                                                    |
| ROM                   | 16                                                                               |
| Текст                 | 40 или 80 знакова x 25 линија                                                    |
| Графика               | 640 x 400 / 320 x 200 / 640 x 200 / 320 x 400                                    |
| Боја                  | 16                                                                               |
| Звук                  | мали звучник                                                                     |
| Димензије             | 49 (ширина) x 25 (дубина) x 30.5 (висина) (главна јединица)                      |
| Портови               |                                                                                  |
| Оперативни систем     |                                                                                  |